# Eurata spegazzinii
Eurata spegazzinii là một loài bướm đêm thuộc phân họ Arctiinae, họ Erebidae.